# 管 (国)
管（かん）は、周初期の諸侯国。
武王により殷が滅亡し周が立てられた後、武王の弟で文王の第三子管叔鮮が封じられ管が成立した。建国当初は周の東方を防衛する重要な地位を占めていた。
周公旦が摂政となると、殷の末裔である武庚を擁立した三監の乱に参加する。これを討伐する周公旦により滅亡に追い込まれた。